# Ministerio de Agricultura de Lituania
El Ministerio de Agricultura de Lituania (en lituano: Lietuvos Respublikos Zemes ukio ministerija) con sede en Vilna y fundado el 1990. Es un departamento del Gobierno y sus operaciones están autorizadas por la Constitución de la República de Lituania, los decretos son emitidos por el presidente y el Primer Ministro, y las leyes aprobadas por el Seimas (Parlamento). Su misión es asegurar la realización de las políticas estatales y coordinar la política agraria, alimentaria,  pesca, zonas rurales y  agricultura.

## Ministros de Agricultura
|    | Nombre                      | Mandato                 |
| -- | --------------------------- | ----------------------- |
| 1  | Vytautas Knašys             | 17-03-1990 – 13-01-1991 |
| 2  | Rimvydas Raimondas Survila  | 13-01-1991 – 12-02-1992 |
| 3  | Rimantas Karazija           | 12-02-1992 – 26-09-1994 |
| 4  | Vytautas Einoris            | 26-09-1994 – 04-12-1996 |
| 5  | Vytautas Knašys             | 12-04-1996 – 25-03-1998 |
| 6  | Edvardas Makelis            | 25-03-1998 – 27-10-2000 |
| 7  | Kęstutis Kristinaitis       | 27-10-2000 – 10-03-2001 |
| 8  | Jeronimas Kraujelis         | 03-10-2001 – 03-10-2004 |
| 9  | Kazimiera Danutė Prunskienė | 10-03-2004 – 29-11-2008 |
| 10 | Kazimieras Starkevičius     | 28-11-2008 – 12-12-2012 |
| 11 | Vigilijus Jukna             | 13-12-2012 – 17-07-2014 |
| 12 | Virginija Baltraitienė      | 17-07-2014 – presente   |